# 布拉格斯巴達足球俱樂部
布拉格斯巴達足球俱樂部（捷克文：AC Sparta Praha）是一間位於捷克布拉格的足球俱乐部，是捷克國內最受歡迎以至中歐地區最成功的俱乐部之一，它們曾經多次稱霸捷克足球甲级联赛冠軍，以1997年-2001年連續五年登上聯賽冠軍寶座最為輝煌。布拉格斯巴達過往成為捷克斯洛伐克國家足球隊及捷克國家足球隊的主要球員來源，亦令布拉格斯巴達出產多位優質的捷克球員，間接令捷克在國際賽事中取得頗佳的成績。

## 球會榮譽
- 捷克足球甲級聯賽冠軍（14 次）
  - 1994, 1995, 1997, 1998, 1999, 2000, 2001 2003, 2005, 2007, 2010, 2014, 2023, 2024

- 捷克盃冠軍（8 次）
  - 1996, 2004, 2006, 2007, 2008, 2014, 2020, 2024

- 捷克斯洛伐克甲組足球聯賽冠軍（23 次）
  - 1993, 1991, 1990, 1988, 1987, 1985, 1984, 1967, 
1965, 1954, 1952, 1948, 1946, 1944, 1939, 1938, 
1936, 1932, 1927, 1926, 1922, 1919, 1912

- 米杜柏盃冠軍（3 次）
  - 1927, 1935, 1964

## 著名球員
- （Jan Koller）
- （Patrik Berger）
- （Tomáš Rosický）
- 瓦茨拉夫·涅梅切克

## 外部連結
- 斯巴達官方網站 （页面存档备份，存于）